# Суйсэй
Суйсэй (яп. すいせい, буквально «Комета») — японская автоматическая межпланетная станция (АМС), первоначально известная как Planet-A. Станция была разработана в институте космических исследований и астронавтики (ISAS, в настоящее время входит в состав японского космического агентства JAXA).
Вместе с Сакигакэ, советскими станциями «Вега», европейским «Джотто» и американским Международным исследователем комет он был частью так называемой «Армады Галлея», то есть входил в число аппаратов отправленных на изучение кометы Галлея, которая в 1986 году вошла во внутренние области Солнечной системы.

## Устройство
По внешнему виду и по конструкции Суйсэй идентичен Сакигакэ, однако нёс другую полезную нагрузку, в частности на нём была установлена ультрафиолетовая камера на ПЗС и инструменты для изучения солнечного ветра.
Главной целью полёта было получение изображений водородной короны кометы Галлея приблизительно за 30 дней до и после пересечения кометой плоскости эклиптики. Параметры солнечного ветра измерялись более долгое время. Аппарат был стабилизирован вращением. Контроль положения и скорости осуществлялся с помощью гидразиновых двигателей, ориентация — с помощью звёздных и солнечных датчиков.

## Полёт
Космический зонд был запущен 18 августа 1985 года ракетой-носителем M-3SII-2  с пусковой площадки космического центра Кагосима и был направлен на перехват кометы Галлея.
С ноября 1985 года аппарат начал производить наблюдения за кометой в ультрафиолетовой части спектра, делая 6 изображений в день. 8 марта 1986 года Суйсэй пролетел на расстоянии 151 тыс. км от ядра кометы, за это время произошло только два столкновения с пылинками-фрагментами кометы.
20 августа 1992 года аппарат пролетел на расстоянии 60 тыс. км от Земли, совершив гравитационный манёвр. От планов достичь кометы 21P/Джакобини — Циннера пришлось отказаться, так как 22 февраля 1991 года у аппарата кончилось топливо. После этого он остался на гелиоцентрической орбите и продолжал использоваться, пока был жизнеспособен.